# Firtușu
Firtușu (węg. Firtosváralja) – wieś w Rumunii, w okręgu Harghita, w gminie Lupeni. W 2011 roku liczyła 173 mieszkańców.